# Michael Kocáb

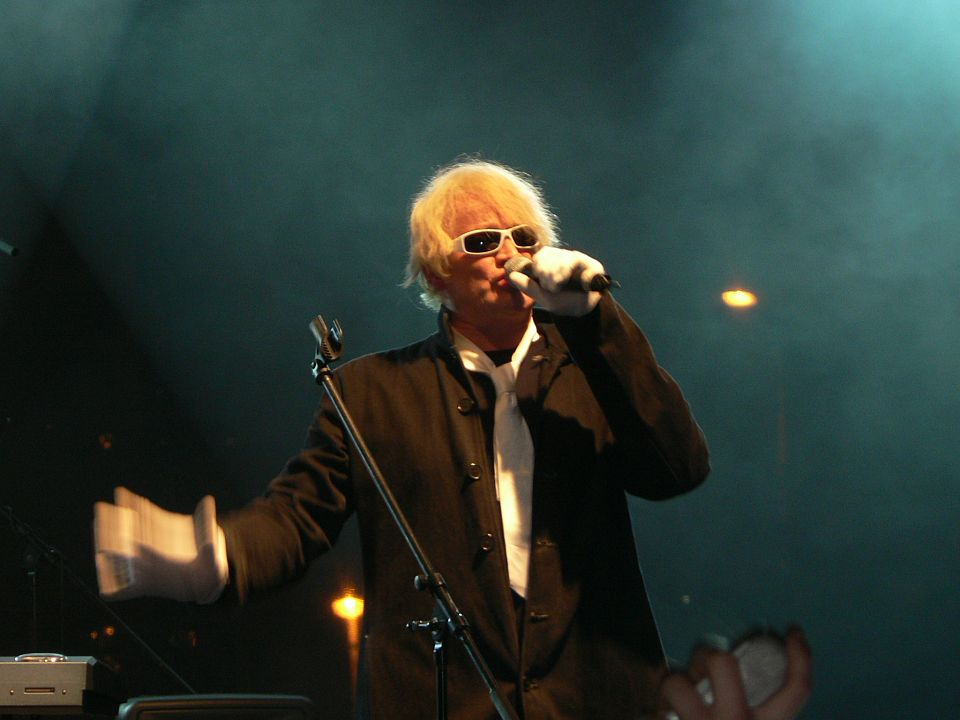
Michael Kocáb na Vinohradském vinobraní 2005

Michael Kocáb (* 28. července 1954 Praha) je český hudební skladatel, zpěvák, občanský aktivista, politik a podnikatel.
Absolvoval pražskou konzervatoř a během studií založil rockovou skupinu Pražský výběr, kterou také vedl. Na počátku 90. let dvacátého století byl poslancem Sněmovny lidu Federálního shromáždění ČSFR a předsedou parlamentní komise pro dohled na odsun sovětských vojsk z území bývalého Československa.
V letech 2009–2010 byl ministrem pro lidská práva a národnostní menšiny České republiky ve Fischerově vládě (nestraník nominován Stranou zelených), jediným, který zůstal ve funkci i po pádu předchozí druhé Topolánkovy vlády. Do září 2010 pracoval jako zmocněnec pro oblast lidských práv, spadající pod úřad vlády.

## Studia a hudební kariéra
Narodil se v rodině evangelického faráře Alfréda Kocába a promované psycholožky Darji Kocábové.. Vyrůstal ve Zruči nad Sázavou a v Chodově na Sokolovsku. V roce 1973 maturoval na gymnáziu v Mladé Boleslavi, o šest let později absolvoval pražskou konzervatoř v oboru skladba a varhany (skladbu u Ilji Hurníka, varhany u Jiřího Ropka).
Ještě během studií v roce 1977 založil skupinu Pražský výběr. Skupina se až do roku 1989 pohybovala na pomezí mezi oficiální a neoficiální scénou. Mezi lety 1982 a 1987 měla skupina zakázanou činnost. Často během koncertů vystupoval pod ikonickou maskou Artura Ropotáma, začasté na invalidním vozíku. Několik měsíců před revolucí v roce 1989 se podílel na natáčení filmu Pražákům, těm je hej (mj. zde byla scéna Kocábovy popravy natáčená v mauzoleu Klementa Gottwalda). Po rozpadu původní skupiny Pražský výběr Kocáb vytvořil roku 2006 projekt Pražský Výběr II (Michael Kocáb – klávesy a zpěv, Klaudius Kryšpín – bicí, Zlata Emily Kinská – zpěv, vokál, perkuse, Glenn Proudfoot – sólová kytara, vokál, Richard Scheufler – baskytara, zpěv, vokál). V roce 2012 na rodinném pohřbu bývalého českého prezidenta Václava Havla, který Kocáb na žádost Havlovy ženy Dagmar organizoval,[zdroj?] se usmířil s Michalem Pavlíčkem a dali kapelu Pražský výběr znovu dohromady.
V druhé půli ledna 2024 zazpíval Kocáb ve východoukrajinském Izjumu píseň Sebastián; několik dnů poté zahrál na festivalu Pohoda Loves Ukraine v kyjevském klubu Atlas (kromě něj vystoupilo i pět slovenských kapel a tři ukrajinské).
Kocáb také působí jako autor písní, komorních děl i filmové hudby (mj. je držitelem Českého lva za rok 2004 za film Král zlodějů).

## Politika
Kocáb na jaře 1989 společně s Michalem Horáčkem založil iniciativu Most, která měla zprostředkovávat komunikaci mezi vládnoucími a disidentskými strukturami; na podzim stejného roku se tato iniciativa podílela na zprostředkování všech rozhovorů mezi zástupci opozice a předsedou komunistické vlády Ladislavem Adamcem.
Po 17. listopadu 1989 byl jedním ze zakladatelů Občanského fóra a členem krizového štábu koordinačního centra OF. Jednal s náčelníkem generálního štábu Československé lidové armády Miroslavem Vackem a velitelem západního vojenského okruhu Mojmírem Zachariášem o nezasahování armády do průběhu sametové revoluce.[zdroj?] Stejná jednání vedl i se zástupci sovětské armády umístěné v ČSSR.[zdroj?]
28. prosince 1989 byl kooptován do Federálního shromáždění ČSSR (volební obvod č. 1 – Praha 1, Praha 2) jako bezpartijní poslanec (respektive poslanec za Občanské fórum). O den později byl na jeho návrh[zdroj?] zvolen prezidentem republiky Václav Havel.
Mandát obhájil ve volbách roku 1990, za OF. Ve volbách v roce 1990 získal vysoký počet preferenčních hlasů (54 % – druhý nejpreferovanější kandidát po Alexandru Dubčekovi). V československém parlamentu byl členem zahraničního výboru, parlamentní komise prověřující spolehlivost generálů armády a členem komise pro kontrolu Federální bezpečnostní informační služby.
V prosinci 1990 se zúčastnil mise do Iráku vedené Miroslavem Vackem, která vyjednala propuštění zadržených československých občanů.
Roku 1991 navštívil společně s Dubčekem Sovětský svaz, kde promluvil na plénu Nejvyššího sovětu.
Obecnou popularitu Kocáb získal jako předseda parlamentní komise pro dohled na odsun sovětských vojsk z Československa, jejíž vznik inicioval. Poté, co poslední sovětský voják opustil ČSFR (27. 6. 1991), rezignoval na veřejné politické funkce a začal se věnovat hudbě, podnikání a poradenství. Podle Kocába odchod sovětských vojsk z území bývalého Československa usnadnil vstřícný postoj Michaila Gorbačova i sovětského ministra zahraničí Eduarda Ševardnadzeho.
V roce 1992 organizoval společně s Pavlem Tigridem petici na podporu práva občanů Československa rozhodnout o případném rozdělení federace v referendu (více než 2,5 milionu podpisů).
Mezi roky 1993–2003 působil jako externí poradce prezidenta Václava Havla. Na tuto činnost navázala spolupráce s Havlovou nadací a knihovnou.
V srpnu 2008 ohlásil svou kandidaturu v senátních volbách za Stranu zelených v centrálním pražském volebním obvodu, který zahrnuje Prahu 1, Prahu 7, Prahu-Troja a menší části Prahy 2 a Prahy 6. Na kandidátce SZ nahradil Jiřího Hromadu, který o měsíc dříve odstoupil ze zdravotních důvodů. Podle vlastních slov až na „dost důraznou přímluvu od exprezidenta Havla.“ Ve volbách se Kocáb umístil na třetím místě se ziskem 15,4 %, když zaostal o 748 hlasů za druhou sociální demokratkou Blankou Haindlovou.
V lednu 2009 byl nominován Stranou zelených na uvolněné místo ministra pro oblast lidských práv a národnostních menšin po odstupující Džamile Stehlíkové. Do funkce byl jmenován 23. ledna 2009.
Po vyslovení nedůvěry Topolánkově vládě na jaře 2009 byl jediným úřadujícím ministrem, který se stal členem nadcházející vlády Jana Fischera jmenované 8. května 2009. 29. března 2010 podal demisi na členství ve vládě. Poté, co Michael Kocáb rezignoval na funkci ministra pro lidská práva a řízení příslušného útvaru na Úřadu vlády ČR se ujal předseda vlády Jan Fischer, odvolal vládního zmocněnce pro lidská práva Jana Litomiského a 19. dubna 2010 jmenoval do této funkce Michaela Kocába. Ten si po nástupu premiéra Nečase stěžoval, že se vláda o činnost jeho útvaru nezajímá a nespolupracuje s ním, a nedlouho poté, co si Nečas za svého poradce pro oblast lidských práv zvolil křesťanského konzervativce Romana Jocha, za nejasných okolností pohrozil svou rezignací, což si Petr Nečas vyložil jako akt podání rezignace, a následně byl Kocáb vládou dne 15. září 2010 odvolán. Zpočátku média spekulovala o tom, zda a kdo bude jmenován jeho nástupcem. Ačkoliv Petr Nečas deklaroval, že funkce zůstane zachována, zůstala několik měsíců neobsazena a činnost útvaru ještě více stagnovala, například vládní rada pro lidská práva přestala pracovat, protože ji nikdo v pravidelném termínu nesvolal.
V březnu 2014 podepsal dopis adresovaný Sobotkově vládě, ve kterém požadoval tvrdší postup vůči Rusku a opatření proti příslušníkům ruské menšiny v Čechách, kteří mají ruské občanství, konkrétně okamžité zastavení vydávání víz občanům Ruské federace, zrušení možnosti obdržení dvojího občanství pro občany Ruské federace nebo zmrazení kont ruských občanů v ČR.
Během evropské migrační krize v letech 2015 a 2016 byl zastáncem přijímání uprchlíků z Blízkého východu.
O svém vztahu k Rusům prohlásil v červnu 2020:
| „ | Já nejsem vůbec žádný rusofob, miluji ruské umění, hudbu, jako skladatel nemůžu nevzhlížet k ruským skladatelům, tanec, divadlo, literaturu. Takže nic proti Rusům a ruskému přínosu lidstvu, ale jsem putinofob. | “ |

V dubnu 2021 v rozhovoru oznámil, že je téměř rozhodnutý kandidovat v prezidentské volbě 2023. Nakonec ale tuto myšlenku opustil.

### Signální svazek Státní bezpečnosti
V 80. letech komunistická Státní bezpečnost vedla na Kocába tzv. signální svazek s krycím jménem Míša. Existence tohoto typu svazku prokazuje podezření StB, že se Kocáb dopouští porušování tehdy platných zákonů, samo o sobě však neukazuje na vědomou spolupráci. Pro StB Michal Kocáb pouze vydal obecné prohlášení.

## Podnikatelské aktivity

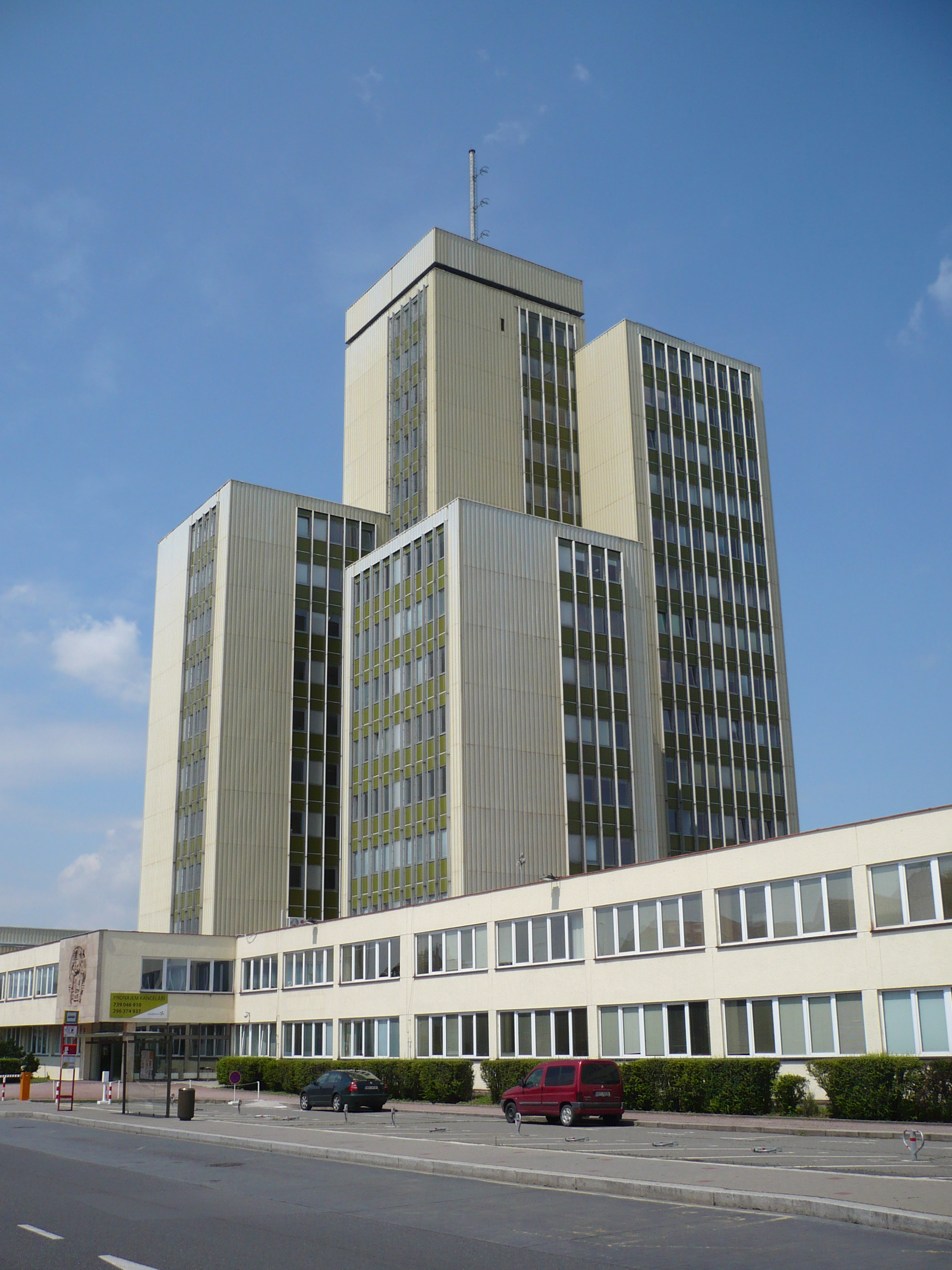
Výšková budova Montovaných staveb Praha, v jejichž představenstvu na jaře 1991 zasedl Michael Kocáb; v této budově sídlil i VIF TREND a společnosti, které ho spravovaly

V dubnu 1990 založil Michael Kocáb společně s Oldřichem Lichtenbergem a Miloslavem Zapletalem mediální a producentskou společnost Art Production K, ve které zastával funkci předsedy představenstva. V květnu 1991 se stal členem představenstva akciové společnosti Montované stavby Praha, která vznikla transformací stejnojmenného státního podniku. Montované stavby Praha založily v lednu 1992 investiční fond TREND VIF, ve kterém se Kocáb stal předsedou představenstva. Členem představenstva se stal také jeho švagr Martin Kratochvíl. TREND VIF se účastnil obou kol kupónové privatizace. Kocábova sestra Magdalena Kratochvílová spolu s dalšími lidmi přesvědčila svého bratra a svého manžela k osobní účasti v mediální kampani, pro kterou vymyslela slogan „Dívejte se naším směrem“. V druhé vlně byl použit slogan „Vždy plníme slovo, to je náš TREND“. Společnosti Art Production K, Bonton, Montované stavby a Bankovní dům SKALA založily v lednu 1993 společnost TRENDIS, která měla spravovat majetek VIF TREND. V srpnu 1995 Kocáb s Kratochvílem prodali správcovskou společnost Královéhradecké brokerské společnosti. Podle bývalého ministra privatizace Tomáše Ježka tím umožnil vytunelování fondů.
Noví majitelé jejím prostřednictvím TREND VIF vytunelovali a připravili drobné akcionáře o jejich vklady ve výši 1,4 miliardy Kč. Trestní řízení se skupinou podvodných manažerů v čele s Miroslavem Hálkem nebylo ani po deseti letech od podání obžaloby pravomocně uzavřeno. V srpnu 2008 odsoudil královéhradecký soud Miroslava Hálka k sedmi letům vězení, po třech letech vězení dostali i další bývalí vrcholní manažeři. Součástí nepravomocného rozsudku byla také povinnost nahradit škodu a zákaz podnikat v managementu firem. Po několika odvoláních nebyl pravomocný rozsudek vynesen ani na konci roku 2010 a hlavní líčení bylo odloženo na neurčito.
Sám Kocáb tvrdí, že akcionáře nepoškodil a zisk z transakce ve výši 36 milionů nepoužil k osobnímu obohacení. 29 milionů korun však převedl do Nadace Michaela Kocába, která se zaměřila především na podporu týdeníku Literární noviny. Spolu s Kocábem (předsedou nadace) ve správní radě této nadace seděli jeho rodiče Alfréd Kocáb a Darja Kocábová (2002–2018), dcera Natálie Kocábová (2008–dosud), Jakub Patočka (2002–2009), Ivan Hoffman (2002–2009), Martin Mejstřík (2002–2009), Ludmila Rakušanová (2002–2009), Jan Urban (2002–2009), Jiří Pehe (2002–2009) a Jan Nedvěd (2009–dosud). Dnešní správní radu tvoří: Michael Kocáb, Jessika Kocábová (2017–dosud), Jan Nedvěd, Natálie Kocábová a Andrea Šenkyříková (od roku 2013–dosud). Ředitelem nadace je po převzetí funkce od Jakuba Patočky od 1. 1. 2009 Vavřinec Hutka. Podle policejního vyšetřovatele Václava Lásky pocházely peníze vložené do nadace od kupce z vytunelovaného fondu TREND.

## Rodina

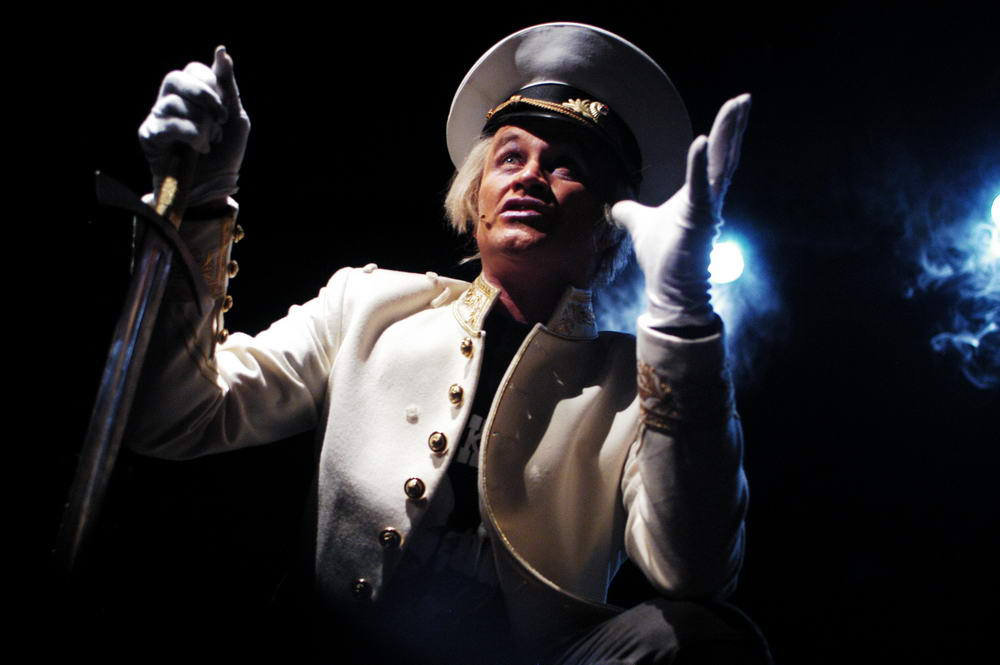
Petr Berounský: Michael Kocáb, Excalibur, Ta Fantastika

Od roku 1983 byl ženatý s Američankou Marshou Kocábovou. Mají spolu tři děti – dcery Natálii a Jessicu a syna Michaela. Natálie se také věnuje hudbě. Od Natalie má vnuka Vincenta Marshalla a vnučku Miu.
Od roku 2009 do roku 2014 byla Kocábovou partnerkou jeho bývalá mluvčí Lejla Abbasová, 11. prosince 2011 se jim narodil syn. Abbasová však podle jeho slov nebyla příčinou rozvodu, s manželkou již prý žili osm let odděleně ve společné domácnosti. V reakci na medializaci poměru s Abbasovou nabídl Kocáb svou rezignaci, kterou premiér Fischer nepřijal. Lejla Abbasová pozici tiskové mluvčí sama opustila.
Michael Kocáb měl podle údajů z roku 2008 trvalé bydliště v Praze 1, přechodně žije v Praze-Troji.

## Dílo

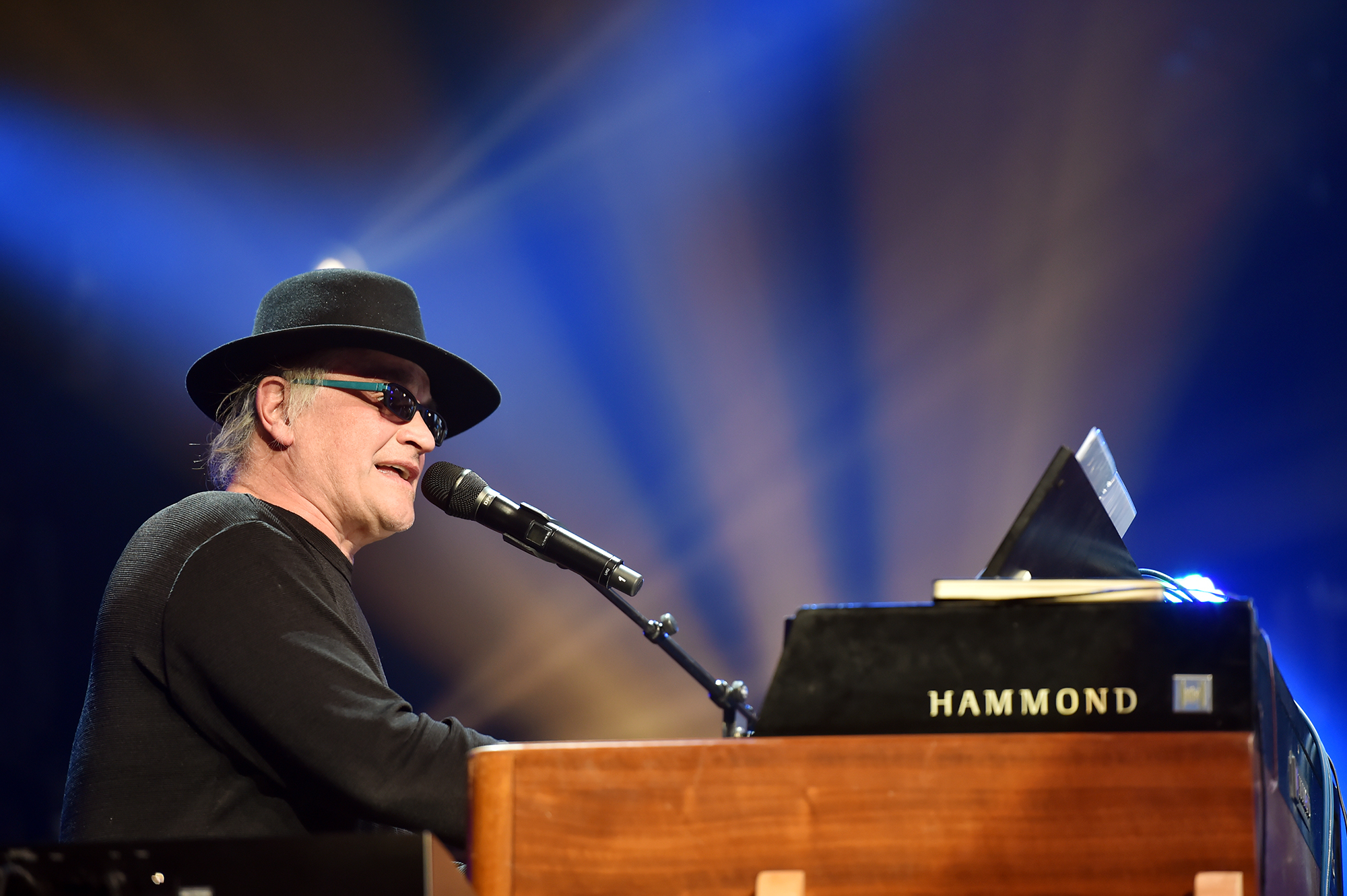
Michael Kocáb na Jubilejním koncertu Mariána Vargy, 2017

Zkomponoval více než 60 filmových skladeb:
hudba k celovečerním filmům:
- Straka v hrsti – Juraj Herz (1983)[50]
- Sladké starosti – Juraj Herz (1984)[51]
- Prodavač humoru – Jiří Krejčík (1984)[52]
- Zastihla mne noc – Juraj Herz (1985)[53]
- Hledám dům holubí – Věra Plívová Šimková (1985)[54]
- Vlčí bouda – Věra Chytilová (1986)[55]
- Devět kruhů pekla – Milan Muchna (1987)[56]
- Rausch der Verwandlung – Édouard Molinaro (1988)[57]
- Král zlodějů – Ivan Fíla (2004)[58]
- Jan Hus (2015)

a další
hudby k animovaným filmům:
- Bumerang – Jan Dudešek (1981)[59]
- Paní Bída – Vlasta Pospíšilová (1983)[60]
- Krysař – Jiří Bárta (1985)[61]
- Romance z temnot – Jacques Drouin, Břetislav Pojar (1987)[62]
- Poslední lup – Jiří Barta (1987)[63]
- Ako orechová škrupinka plávala na Vianočný ostrov – Jan Dudešek
- Ako vtáci na Vianoce spievali – Jan Dudešek

a dalším
hudby ke krátkým filmům:
- Odpady, které znamenají zisk (1979)
- Husitské trojměstí (1979)
- Oči modré, vlasy hnědé (1981)
- Priehody brušné (1981)
- Akvaráma (1981)
- Normální kluk (Ivan Lendl) (1982)
- Ruce – Setkání třetího druhu (1983)
- Potopa (1983)
- Mravenci chrání les (Václav Borovička)
- UNC-060 (1983)
- MS vlehké atletice – vytvořeno pro USA (1984)
- Praha – hledání ve zlatém městě (Artcentrum)
- Praha – neklidné srdce Evropy – Věra Chytilová[64]
- Jižní Čechy, aneb co Švejk neviděl (Artcentrum)
- Mucholapky na motýly – Václav Borovička (1985)
- Živí ochránci rostlin – Václav Borovička (1985)
- Zuřivý reportér (Egon Erwin Kisch – copr. DEFA) (1985)
- Portrait of Hope (znělka OSN) (1985)
- Jediná generace – rež. Hoffmeister (1985)
- Holzarchitektur – Sváťa Beneš (1985)
- Ikony – Sváťa Beneš
- Šťastný, šťastný swing – Milan Peer (1985)
- Každý metr zeleně – Josef Císařovský (1986)
- Kalkula – Miroslav Adamec (1986)
- Our Water our Lives – pro OSN (1987)
- Jost Burgi – Michal Havas (1988)

Kocáb se zabýval také hudebními kompozicemi k celé řadě audiovizuálních projektů a divadelních her, například:
audiovizuální projekty:
- EXPO 86 – český pavilón – Actorscop, Selektoráma, Rondovize (1986)
- EXPO 86 – kanadský pavilón (Roundhouse) – Vivat Edisoni (1986)

Laterna Magika:
- Československo – kvadrofonní ticho (1982)
- Odysseus (1986)
- Jednoho dne v Praze

divadelní hry:
- Ondina – L. Pistorius
- Skřivánek – Jean Anouilh – Západočeské divadlo (1984)
- Othello – Realistické divadlo (1987)

### Sólová diskografie
- Povídali, že mu hráli, 1988
- Za kyslík, 2002
- Abstract, 2016

### Filmový dokument
Olga Sommerová jej zachytila ve filmovém dokumentu Michael Kocáb – rocker versus politik; ten měl premiéru 10. listopadu 2022.

## Ocenění
- Řád Bílého dvojkříže II. třídy (2017, II. třída nejvyššího slovenského vyznamenání pro cizince)[68]
- Stříbrná medaile předsedy Senátu (2019)[69]